# قطعنامه ۲۱۰۷ شورای امنیت
قطعنامه ۲۱۰۷ شورای امنیت سازمان ملل متحد سندی بین‌المللی دربارهٔ وضعیت عراق و کویت است. این قطعنامه طی نشست شورای امنیت سازمان ملل متحد در تاریخ ۲۷ ژوئن ۲۰۱۳ میلادی با ۱۵ رأی موافق، ۰ مخالف و ۰ ممتنع به تصویب رسید.